# Thomas Bodström
Thomas Bodström (ur. 9 kwietnia 1962 w Uppsali) – szwedzki polityk, prawnik, piłkarz i autor powieści kryminalnych, działacz Szwedzkiej Socjaldemokratycznej Partii Robotniczej, poseł do Riksdagu, w latach 2000–2006 minister sprawiedliwości.

## Życiorys
Syn Lennarta Bodströma, w latach 80. pełniącego funkcję ministra. Aktywnie uprawiał piłkę nożną. Występował m.in. w Spånga IS i Enköpings SK. W latach 1987–1989 grał na pozycji prawego obrońcy w klubie piłkarskim AIK Fotboll. W 1990 ukończył studia prawnicze na Uniwersytecie w Sztokholmie. Podjął praktykę w zawodzie prawnika, uzyskał następnie uprawnienia adwokata.
W 2000 objął stanowisko ministra sprawiedliwości w rządzie Görana Perssona, zastępując Lailę Freivalds. Zajmował je do końca funkcjonowania tego gabinetu w 2006. W 2002 i 2006 z listy Szwedzkiej Socjaldemokratycznej Partii Robotniczej wybierany na posła do Riksdagu, w szwedzkim parlamencie zasiadał do 2010. W 2007 powrócił do praktyki adwokackiej, od 2014 prowadząc ją w ramach indywidualnej firmy prawniczej.
Jest również autorem publikacji książkowych. Napisał m.in. cykl czterech powieści kryminalnych obejmujący takie tytuły jak Rymmaren, Idealisten, Lobbyisten i Populisten.